# Copa Davis de 1982
A Copa Davis de 1982 foi a 71ª edição da principal competição do tênis masculino. No grupo mundial, 16 equipes disputaram a competição, que terminou no dia 28 de novembro de 1982. No total, 60 times participaram do torneio. 

## Grupo Mundial
| Equipes Participantes | Equipes Participantes | Equipes Participantes | Equipes Participantes |
| Alemanha Ocidental    | Argentina             | Austrália             | Chile                 |
| Espanha               | Estados Unidos        | França                | Índia                 |
| Itália                | México                | Nova Zelândia         | Reino Unido           |
| Romênia               | Suécia                | Tchecoslováquia       | União Soviética       |
| --------------------- | --------------------- | --------------------- | --------------------- |

### Jogos
|  | 1ª fase 5-7 de março        | 1ª fase 5-7 de março |                             |   | Quartas-de-finais 9-11 de julho | Quartas-de-finais 9-11 de julho |  |  | Semi-finais 1-3 de outubro | Semi-finais 1-3 de outubro |  |  | Final 26-28 de novembro | Final 26-28 de novembro |
|  |                             |                      |                             |   |                                 |                                 |  |  |                            |                            |  |  |                         |                         |
|  | Carlsbad, Estados Unidos    |                      |                             |   |                                 |                                 |  |  |                            |                            |  |  |                         |                         |
|  |                             |                      |                             |   |                                 |                                 |  |  |                            |                            |  |  |                         |                         |
|  | Estados Unidos              | 4                    |                             |   |                                 |                                 |  |  |                            |                            |  |  |                         |                         |
|  | Estados Unidos              | 4                    | Saint Louis, Estados Unidos |   |                                 |                                 |  |  |                            |                            |  |  |                         |                         |
|  | Índia                       | 1                    |                             |   |                                 |                                 |  |  |                            |                            |  |  |                         |                         |
|  | Índia                       | 1                    | Estados Unidos              | 3 |                                 |                                 |  |  |                            |                            |  |  |                         |                         |
|  | Estocolmo, Suécia           |                      | Estados Unidos              | 3 |                                 |                                 |  |  |                            |                            |  |  |                         |                         |
|  |                             | Suécia               | 2                           |   |                                 |                                 |  |  |                            |                            |  |  |                         |                         |
|  | Suécia                      | Suécia               | 2                           | 4 |                                 |                                 |  |  |                            |                            |  |  |                         |                         |
|  | Suécia                      |                      | Perth, Austrália            | 4 |                                 |                                 |  |  |                            |                            |  |  |                         |                         |
|  | União Soviética             | 1                    |                             |   |                                 |                                 |  |  |                            |                            |  |  |                         |                         |
|  | União Soviética             | 1                    | Estados Unidos              | 5 |                                 |                                 |  |  |                            |                            |  |  |                         |                         |
|  | Cidade do México, México    |                      | Estados Unidos              | 5 |                                 |                                 |  |  |                            |                            |  |  |                         |                         |
|  |                             | Austrália            | 0                           |   |                                 |                                 |  |  |                            |                            |  |  |                         |                         |
|  | Austrália                   | Austrália            | 0                           | 3 |                                 |                                 |  |  |                            |                            |  |  |                         |                         |
|  | Austrália                   | Brisbane, Austrália  |                             | 3 |                                 |                                 |  |  |                            |                            |  |  |                         |                         |
|  | México                      | 2                    |                             |   |                                 |                                 |  |  |                            |                            |  |  |                         |                         |
|  | México                      | 2                    | Austrália                   | 4 |                                 |                                 |  |  |                            |                            |  |  |                         |                         |
|  | Santiago, Chile             |                      | Austrália                   | 4 |                                 |                                 |  |  |                            |                            |  |  |                         |                         |
|  |                             | Chile                | 1                           |   |                                 |                                 |  |  |                            |                            |  |  |                         |                         |
|  | Chile                       | Chile                | 1                           | 3 |                                 |                                 |  |  |                            |                            |  |  |                         |                         |
|  | Chile                       |                      | Grenoble, França            | 3 |                                 |                                 |  |  |                            |                            |  |  |                         |                         |
|  | Romênia                     | 1                    |                             |   |                                 |                                 |  |  |                            |                            |  |  |                         |                         |
|  | Romênia                     | 1                    | Estados Unidos              | 4 |                                 |                                 |  |  |                            |                            |  |  |                         |                         |
|  | Christchurch, Nova Zelândia |                      | Estados Unidos              | 4 |                                 |                                 |  |  |                            |                            |  |  |                         |                         |
|  |                             | França               | 1                           |   |                                 |                                 |  |  |                            |                            |  |  |                         |                         |
|  | Espanha                     | França               | 1                           | 2 |                                 |                                 |  |  |                            |                            |  |  |                         |                         |
|  | Espanha                     | Cervia, Itália       |                             | 2 |                                 |                                 |  |  |                            |                            |  |  |                         |                         |
|  | Nova Zelândia               | 3                    |                             |   |                                 |                                 |  |  |                            |                            |  |  |                         |                         |
|  | Nova Zelândia               | 3                    | Nova Zelândia               | 3 |                                 |                                 |  |  |                            |                            |  |  |                         |                         |
|  | Roma, Itália                |                      | Nova Zelândia               | 3 |                                 |                                 |  |  |                            |                            |  |  |                         |                         |
|  |                             | Itália               | 2                           |   |                                 |                                 |  |  |                            |                            |  |  |                         |                         |
|  | Itália                      | Itália               | 2                           | 3 |                                 |                                 |  |  |                            |                            |  |  |                         |                         |
|  | Itália                      |                      | Aix-en-Provence, França     | 3 |                                 |                                 |  |  |                            |                            |  |  |                         |                         |
|  | Reino Unido                 | 2                    |                             |   |                                 |                                 |  |  |                            |                            |  |  |                         |                         |
|  | Reino Unido                 | 2                    | Nova Zelândia               | 2 |                                 |                                 |  |  |                            |                            |  |  |                         |                         |
|  | Praga, Tchecoslováquia      |                      | Nova Zelândia               | 2 |                                 |                                 |  |  |                            |                            |  |  |                         |                         |
|  |                             | França               | 3                           |   |                                 |                                 |  |  |                            |                            |  |  |                         |                         |
|  | Alemanha Ocidental          | França               | 3                           | 0 |                                 |                                 |  |  |                            |                            |  |  |                         |                         |
|  | Alemanha Ocidental          | Paris, França        |                             | 0 |                                 |                                 |  |  |                            |                            |  |  |                         |                         |
|  | Tchecoslováquia             | 5                    |                             |   |                                 |                                 |  |  |                            |                            |  |  |                         |                         |
|  | Tchecoslováquia             | 5                    | Tchecoslováquia             | 2 |                                 |                                 |  |  |                            |                            |  |  |                         |                         |
|  | Buenos Aires, Argentina     |                      | Tchecoslováquia             | 2 |                                 |                                 |  |  |                            |                            |  |  |                         |                         |
|  |                             | França               | 3                           |   |                                 |                                 |  |  |                            |                            |  |  |                         |                         |
|  | França                      | França               | 3                           | 3 |                                 |                                 |  |  |                            |                            |  |  |                         |                         |
|  | França                      |                      |                             | 3 |                                 |                                 |  |  |                            |                            |  |  |                         |                         |
|  | Argentina                   | 2                    |                             |   |                                 |                                 |  |  |                            |                            |  |  |                         |                         |
|  | Argentina                   | 2                    |                             |   |                                 |                                 |  |  |                            |                            |  |  |                         |                         |

### Final
| França 1 | Palais des Sports, Grenoble, França 26 de novembro - 28 de novembro saibro indoor | Palais des Sports, Grenoble, França 26 de novembro - 28 de novembro saibro indoor | Estados Unidos 4 |     |     |     |     |  |
| \| \| \| \| 1 \| 2 \| 3 \| 4 \| 5 \| \| \| - \| \| --------------------------------------------------------- \| ----- \| --- \| --- \| --- \| --- \| \| \| 1 \| \| Yannick Noah John McEnroe \| 10 12 \| 6 1 \| 6 3 \| 2 6 \| 3 6 \| \| \| 2 \| \| Henri Leconte Gene Mayer \| 2 6 \| 2 6 \| 9 7 \| 4 6 \| \| \| \| 3 \| \| Henri Leconte / Yannick Noah Peter Fleming / John McEnroe \| 3 6 \| 4 6 \| 7 9 \| \| \| \| \| 4 \| \| Yannick Noah Gene Mayer \| 6 0 \| 6 1 \| \| \| \| \| \| 5 \| \| Henri Leconte John McEnroe \| 2 6 \| 3 6 \| \| \| \| \| |                                                                                   |                                                                                   |                  |     |     |     |     |  |
| |                                                                                   |                                                                                   | 1                | 2   | 3   | 4   | 5   |  |
| 1 | França · Estados Unidos                                                           | Yannick Noah John McEnroe                                                         | 10 12            | 6 1 | 6 3 | 2 6 | 3 6 |  |
| 2 | França · Estados Unidos                                                           | Henri Leconte Gene Mayer                                                          | 2 6              | 2 6 | 9 7 | 4 6 |     |  |
| 3 | França · Estados Unidos                                                           | Henri Leconte / Yannick Noah Peter Fleming / John McEnroe                         | 3 6              | 4 6 | 7 9 |     |     |  |
| 4 | França · Estados Unidos                                                           | Yannick Noah Gene Mayer                                                           | 6 0              | 6 1 |     |     |     |  |
| 5 | França · Estados Unidos                                                           | Henri Leconte John McEnroe                                                        | 2 6              | 3 6 |     |     |     |  |

### Campeão
| Copa Davis de 1982                |
| --------------------------------- |
| ESTADOS UNIDOS Campeão 28º título |

## Grupos Regionais

### Repescagem
As partidas da repescagem aconteceram entre os dias 30 de setembro e 2 de outubro, entre os perdedores da 1ª rodada do Grupo Mundial.
| Local                     | Time local      | Placar | Visitante          |
| ------------------------- | --------------- | ------ | ------------------ |
| Argentina - Buenos Aires  | Argentina       | 3-2    | Alemanha Ocidental |
| Espanha - Barcelona       | Espanha         | 2-3    | Reino Unido        |
| União Soviética - Donetsk | União Soviética | 4-1    | Índia              |
| México - Cidade do México | México          | 2-3    | Romênia            |

### Zona das Américas

#### América do Norte
- Canadá
- Caribe Ocidental
- Colômbia
- Venezuela

#### América do Sul
- Bolívia
- Brasil
- Equador
- Paraguai — avançou para a final do Zonal Americano.
- Peru
- Uruguai

#### Interzonal americano
A equipe paraguaia venceu a canadense e acendeu ao Grupo Mundial de 1983. 

### Zona do Leste/Oriental
- Taipé Chinês
- Hong Kong
- Indonésia
- Japão
- Malásia
- Paquistão
- Filipinas
- Coreia do Sul
- Sri Lanka
- Tailândia

### Zona da Europa/África
| Zona A - Argélia - Áustria - Finlândia - Grécia - Irlanda - Luxemburgo - Mónaco - Marrocos - Polônia - Suíça - Turquia | Zona B - Bélgica - Bulgária - Dinamarca - Egito - Hungria - Israel - Países Baixos - Noruega - Portugal - Tunísia - Iugoslávia |

## Ligações Externas
(em inglês) Site Oficial